# Tratame bien
Tratame bien è una serie televisiva argentina, prodotta da Pol-ka Producciones e trasmessa da Canal 13.
La serie si concentra su una coppia in crisi di matrimonio, situazione dalla quale cercheranno di uscire.

## Trama
José e Sofía sono sposati da più di ventidue anni, quando iniziano ad avere problemi di coppia. Il primo ha alcuni problemi lavorativi, in quanto i negozi di giocattoli creati dal padre e di cui José è diventato proprietario dopo la morte del genitore dal nome "El Sapo Púrpura" stanno andando in bancarotta. Dall'altra parte, la moglie non è soddisfatta del suo lavoro, nonostante abbia molto successo. I due hanno due figli di nome Damián e Helena che non vogliono accettare l'arrivo dell'età adulta. I coniugi contattano una psicoanalista e uno psicologo, rispettivamente Elsa e Arturo, la prima per aiutare Sofía e il secondo per José che suggeriscono di avviare una terapia di coppia. Inoltre, il marito ha un'amante di nome Nora che non sopporta più la situazione familiare del proprio compagno. La donna manda un messaggio all'amante per un ultimatum e José chiede aiuto al suo psicologo, non ascoltando il consiglio.
Durante un pranzo tra i due coniugi, il marito rivela questo segreto con reazione di rabbia, dolore e delusione da parte della moglie. Come valvola di sfogo, Sofía racconta tutto alla sua psicanalista che insieme ad Arturo cercano di risolvere la situazione.
Da qui incontrano Clara Lombardo, psicoterapeuta specializzata in terapia familiare che cerca di risolvere i loro problemi. Inoltre, Sofía cerca di avere una conversazione normale dopo tanto tempo con la madre, ma questa capisce fin da subito che la figlia non sta passando un bel periodo col marito, con conseguenti rimproveri. Durante una cena insieme ad amici armeni di José, la moglie di un suo compagno viene offesa da una domanda di Sofía sulla cerchia familiare e successivamente anche per domande sul matrimonio; discussione che finisce durante una seduta di terapia di coppia. Clara riesce a tirare fuori i veri problemi familiari: la relazione oltre il matrimonio, la mancanza di dialogo e la mancanza di autostima.
Anche i figli non sono estranei alla crisi matrimoniale, infatti, nonostante inizialmente dimostrino indifferenza davanti a questa situazione, pian piano verranno fuori disagi anche da parte loro.

## Episodi
La sigla d'apertura del programma è Tratame bien, brano cantato e composto da Fito Páez.
| Stagione       | Episodi | Prima TV Argentina |
| -------------- | ------- | ------------------ |
| Prima stagione | 37      | 2009               |

| nº | Titolo originale | Prima TV Argentina |
| -- | ---------------- | ------------------ |
| 1  | Capitulo 1       | 15 aprile 2009     |
| 2  | Capitulo 2       | 15 aprile 2009     |
| 3  | Capitulo 3       | 29 aprile 2009     |
| 4  | Capitulo 4       | 6 maggio 2009      |
| 5  | Capitulo 5       | 13 maggio 2009     |
| 6  | Capitulo 6       | 20 maggio 2009     |
| 7  | Capitulo 7       | 27 maggio 2009     |
| 8  | Capitulo 8       | 3 giugno 2009      |
| 9  | Capitulo 9       | 10 giugno 2009     |
| 10 | Capitulo 10      | 17 giugno 2009     |
| 11 | Capitulo 11      | 24 giugno 2009     |
| 12 | Capitulo 12      | 1º luglio 2009     |
| 13 | Capitulo 13      | 8 luglio 2009      |
| 14 | Capitulo 14      | 15 luglio 2009     |
| 15 | Capitulo 15      | 22 luglio 2009     |
| 16 | Capitulo 16      | 29 luglio 2009     |
| 17 | Capitulo 17      | 5 agosto 2009      |
| 18 | Capitulo 18      | 12 agosto 2009     |
| 19 | Capitulo 19      | 19 agosto 2009     |
| 20 | Capitulo 20      | 26 agosto 2009     |
| 21 | Capitulo 21      | 2 settembre 2009   |
| 22 | Capitulo 22      | 9 settembre 2009   |
| 23 | Capitulo 23      | 16 settembre 2009  |
| 24 | Capitulo 24      | 23 settembre 2009  |
| 25 | Capitulo 25      | 30 settembre 2009  |
| 26 | Capitulo 26      | 7 ottobre 2009     |
| 27 | Capitulo 27      | 15 ottobre 2009    |
| 28 | Capitulo 28      | 21 ottobre 2009    |
| 29 | Capitulo 29      | 28 ottobre 2009    |
| 30 | Capitulo 30      | 4 novembre 2009    |
| 31 | Capitulo 31      | 11 novembre 2009   |
| 32 | Capitulo 32      | 18 novembre 2009   |
| 33 | Capitulo 33      | 25 novembre 2009   |
| 34 | Capitulo 34      | 2 dicembre 2009    |
| 35 | Capitulo 35      | 9 dicembre 2009    |
| 36 | Capitulo 36      | 16 dicembre 2009   |
| 37 | Capitulo 37      | 23 dicembre 2009   |

## Personaggi e interpreti

### Personaggi principali
- José Chokaklian, interpretato da Julio Chávez.
Ha 50 anni ed è sposato con Sofía, con cui sta vivendo una crisi coniugale. Ha conosciuto la donna vent'anni prima mentre lei stava studiando medicina. Ha anche una relazione extra-matrimoniale. Proviene da una famiglia armena e il padre ha creato la catena di negozi di giocattoli dal nome "El Sapo Púrpura" che sta vivendo un momento di crisi, in quanto non riescono a pagare i creditori[8].
- Sofía, interpretata da Cecilia Roth.
Proprietaria e socia di "Baby-Net", una catena di abbigliamento per bambini che vendo solo online e all'ingrosso. Ha studiato per qualche mese medicina all'Università, dove ha conosciuto José, con cui si è sposato, ma dopo ventiduenni inizia una crisi di coppia tra i due. La sua carriera universitaria è durata pochi mesi, in quanto è stata un'imposizione dei genitori, ma da qui sono iniziati i problemi con la madre. È figlia di professori universitari e ha studiato in alcuni collegi. Ha vissuto con la sua famiglia nel quartiere di Barrio Norte[8].
- Clara Lombardo, interpretata da Cristina Banegas.
Psicoterapeuta, specializzata in terapia familiare che aiuterà i coniugi José e Sofía, indagando sulla storia personale e sui rapporti tra i membri della famiglia[8].
- Elsa Lipis, interpretata da María Onetto.
Psicoanalista e terapeuta di Sofía senza alcuna esperienza precedente: proprio per questo,  talvolta, non riesce a capire i problemi della protagonista. È una persona sensibile che mantiene una certa distanza per il ruolo che ricopre[8].
- Hernán Chokaklian, interpretato da Guillermo Arengo.
Fratellastro di José che vive a Santos Lugares, lontano dai due coniugi. Nonostante ciò, si fa sentire molto vicino a loro. Adora i suoi nipoti e ha anche un buon rapporto con Sofía. Visto che è in sovrappeso ha iniziato un trattamento per perdere peso. José lo aiuta giornalmente, prestandogli denaro e dandogli alcuni consigli[8].
- Damián, interpretato da Martín Slipak.
Figlio minore di José e Sofía, studia al liceo e ha intenzione di studiare successivamente cinematografia, motivo per cui si scontrerà con il padre. Ama la tecnologia ed è il preferito della madre[8].
- Helena, interpretata da María Alché.
Figlia maggiore di José e Sofía e si identifica maggiormente con il padre piuttosto che con la madre, nonostante il papà sia geloso delle sue uscite. Ha 20 anni[8].
- Arturo Salinas, interpretato da Norman Briski.
Psichiatra di José, pieno di sé, cauto e le sue parole,a volte, suonano come una brutale onestà nelle orecchie del suo paziente[8].

### Altri personaggi
- Rosa, interpretata da Mónica Cabrera.
Cuoca della casa dei due coniugi, le piace la commedia dell'arte e riesce a mantenere un equilibrio nella famiglia, nonostante i problemi[9].
- Mecha, interpretata da Chunchuna Villafañe.
Mamma di Sofía e ed ex-moglie di Moncho, dal quale ha divorziato[10].
- Moncho, interpretato da Federico Luppi.
Papà di Sofía, con cui non si vede da anni. L'uomo vive nel sud del paese dove ha formato una seconda famiglia[11].
- Nacho, interpretato da Alfredo Casero.
Amico di José ed innamorato di Helena[12][13].
- Laurencio, interpretato da Mario Moscoso.
- Nora, interpretata da Noemí Frenkel.
Amante di José[1].
- Caro, interpretata da María Carámbula.
Amica di Sofía, il cui rapporto ha portato a destabilizzare la protagonista[14].
- Sabrina, interpretata da Leticia Brédice.
Ex insegnante di cui è innamorato Damián. I due verranno scoperti da Sofía, mentre Sabrina era nuda nella casa di Damián[15].
- Carlos, interpretato da Daniel Fanego.
Compagno del liceo di Sofía, con cui si riavvicina attraverso l'uso di internet. I due erano stati fidanzati (oltre che ex-amanti)[16].
- Nahuel, interpretato da Alejo Ortiz.
- Mauricio, interpretato da Juan Minujín.
Barman del bar che frequenta Sofía[16].
- Montse, interpretata da Mireia Gubianas.
- Denise, interpretata da Griselda Siciliani.
Personal trainer per un periodo di José, con cui avrà un sentimento[16].
- Laura, interpretata da Ana Garibaldi.
Ex morosa di Nacho, che si ripresenta a sorpresa agli occhi dell'uomo[16].
- Mabel, interpretata da Leonor Manso.
Donna con un figlio nato da poco con cui Damián ha avuto una relazione occasionale. Mabel accusa che l'uomo sia il padre del bebè[17].
- Gisella, interpretata da Paloma Contreras.
- Ezequiel, interpretato da Fabián Vena.
Fratello di Sofía, con la quale litigherà perché la donna vuole vendere la casa della madre, ma Ezequel presenta un documento reclamando metà della proprietà. La sua presenza ha portato la sorella a ripensare al rapporto con lui e con il padre[18].
- Izabella, interpretata da Denise Nenezian.
Docente di cucina armena di José che porterà la moglie alla gelosia[14].
- Padre, interpretato da Héctor Bidonde.

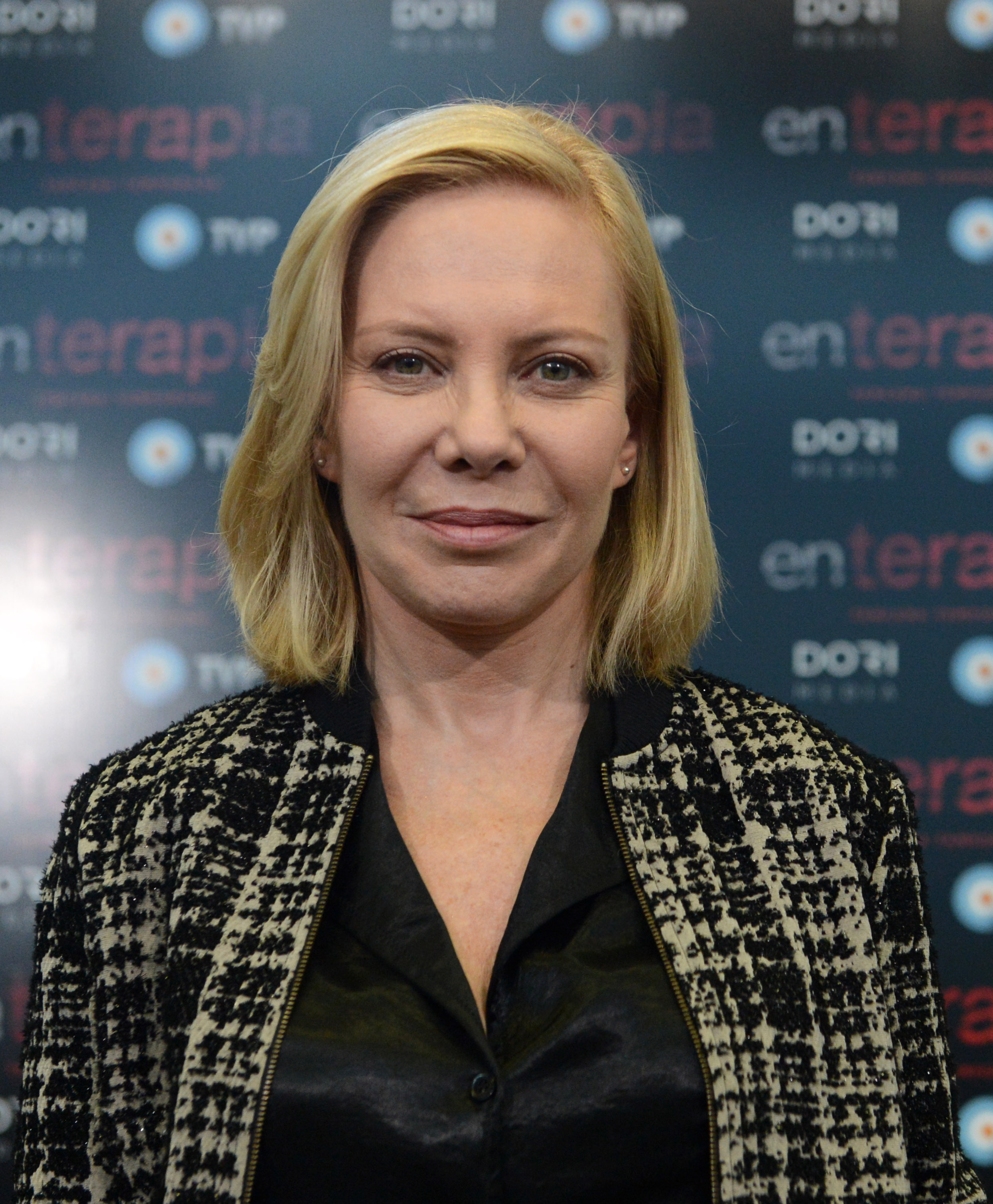
Cecilia Roth interpreta Sofía
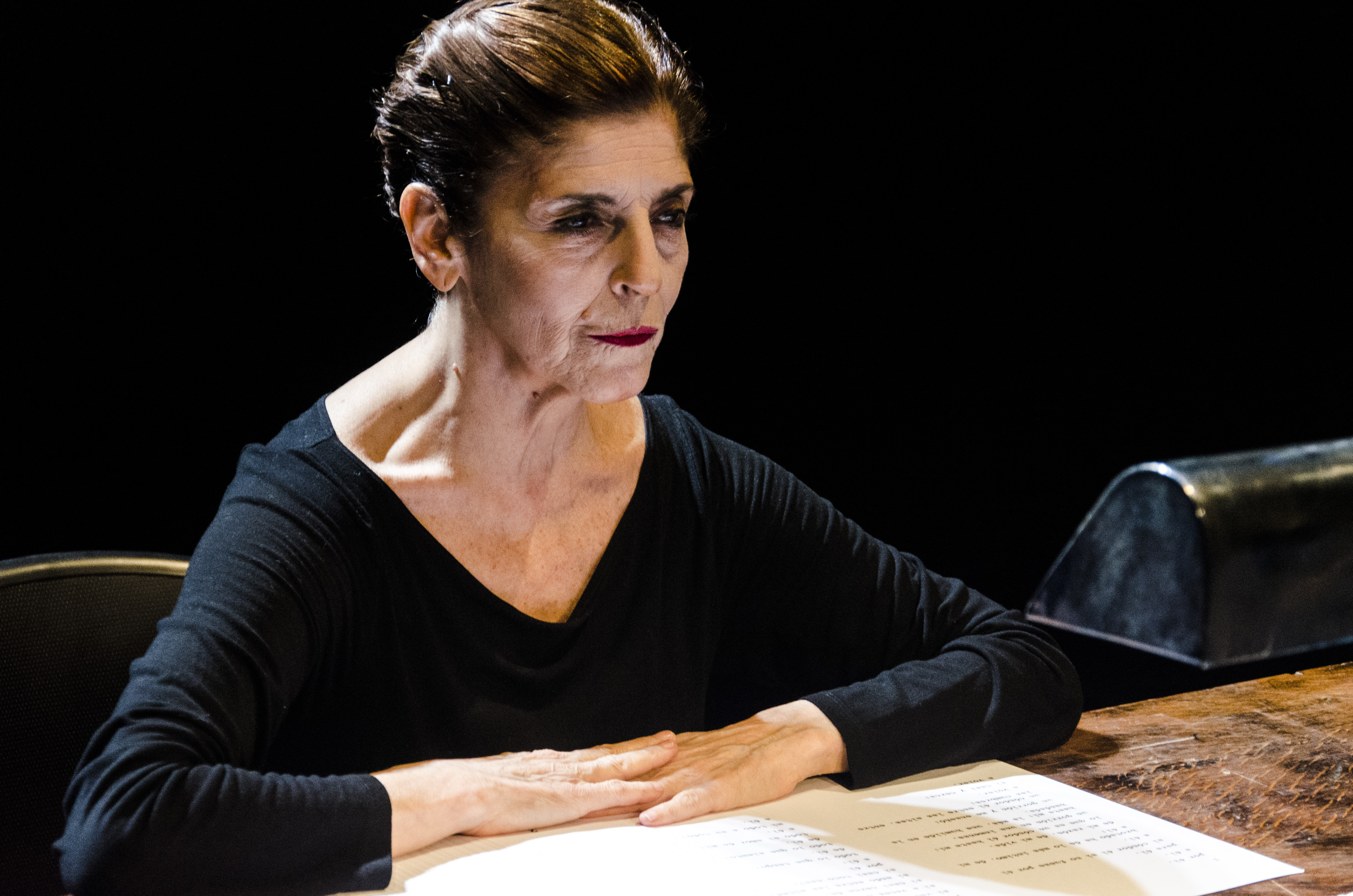
Cristina Banegas interpreta Clara Lombardo
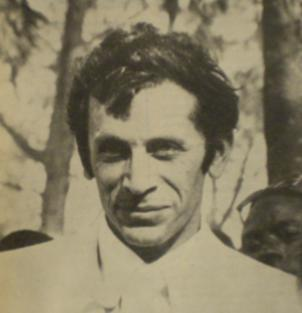
Norman Briski interpreta Arturo Salinas
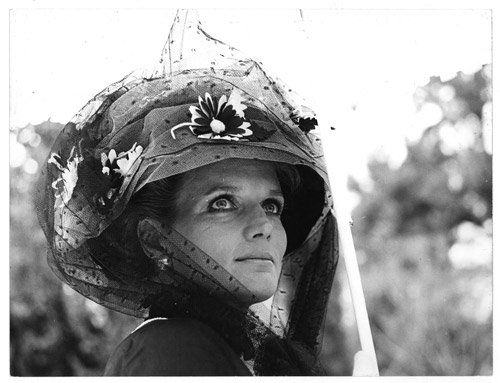
Chunchuna Villafañe interpreta Mecha
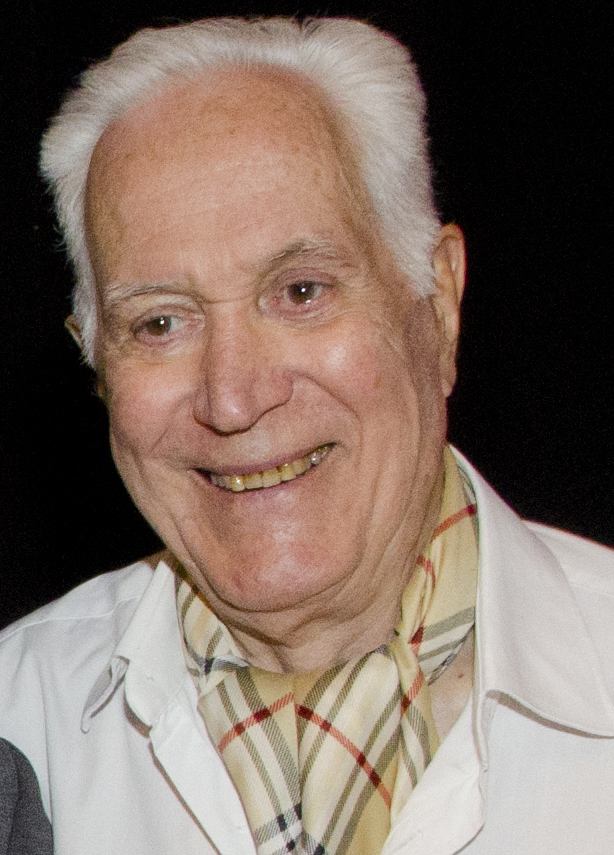
Federico Luppi interpreta Moncho

## Produzione
Alla fine del 2008 viene annunciato che l'attore Julio Chávez ha firmato un contratto con Pol-ka Producciones per un ruolo da protagonista insieme a Cecilia Roth per la serie televisiva Tratame bien. Con libri scritti da Pablo Lago e Susana Cardozo e la regia di Daniel Barone conta trentasette episodi. I due attori avevano già lavorato assieme per la seconda stagione della serie televisiva Epitafios di Pol-ka e HBO nel 2009.
Nel gennaio entrambi gli attori protagonisti firmano il contratto, mentre, nello stesso mese il direttore Barone stava già lavorando agli scenari e alle location. Viene confermata anche la presenza di Cristina Benegas e nel mese successivo anche il resto degli interpreti. Nella prima metà di marzo del 2009 iniziano ufficialmente le registrazioni, infatti il 12 marzo ci sono state le prime riprese nel barrio di Villa Devoto nel luogo in cui vivono i personaggi della serie. Inizialmente erano previste solo tredici puntate, ma visto il buon successo dello sceneggiato sono state registrate trentasette puntate.Le registrazioni avvengono per tre/quattro giorni alla settimana.
Il titolo, Tratame bien (tradotto letteralmente in italiano Trattami bene), non sta a significare solo il comportarsi bene tra due persone, ma riguarda anche il maltrattamento che può apparire dopo due decenni di una relazione, cioè del contratto che si stabilisce con il proprio partner. Nella serie si fanno alcuni riferimenti all'importanza che ha il matrimonio come negozio giuridico, confrontando come in età giovanile renda questi contratti fantastici, ma poi con l'età ci si renda conto che qualcosa stia cambiando nei vincoli e nelle varie relazioni familiari come afferma lo stesso Chávez in una intervista. Inoltre, come è stato segnalato dal giornalista Alejandro Gorenstein del quotidiano Clarín, nel 2011 le terapie di coppia sono aumentate rispetto agli ultimi cinque anni, come anche riportato nella serie televisiva Tratame bien e sempre più frequente nella televisione.
La prima trasmissione della serie avviene il 15 aprile 2009 con due episodi per concludersi il 23 dicembre 2009.
La serie è stata resa disponibile successivamente in formato DVD, in un unico cofanetto contenente sette compact disc con gli episodi della serie.

### Partecipazioni speciali

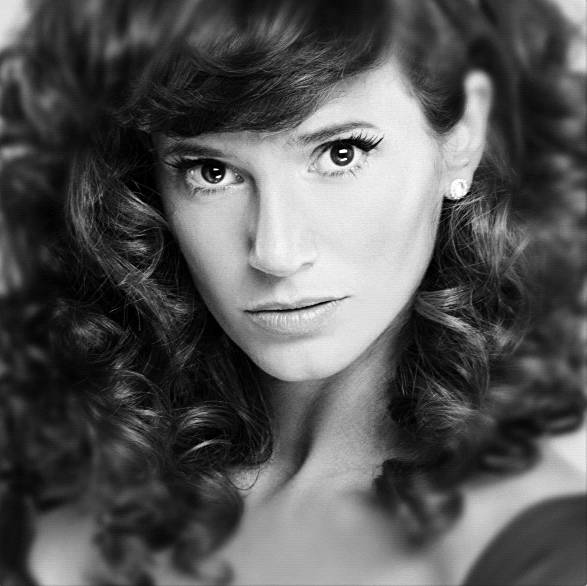
Griselda Siciliani interpreta Denise per qualche episodio

Ci sono alcuni attori e attrici che partecipano solo per alcuni episodi per poi non prendere più parte alla serie televisiva. Tra questi si può ricordare Griselda Siciliani, la quale interpreta Denise, una personal trainer, che prova un sentimento per il protagonista José; l'attrice prende parte a quattro puntate. Anche l'attore Federico Luppi partecipa a due episodi come Moncho, il padre di Sofía.
Anche l'attore Fabián Vena interpreta Ezequel, fratello di Sofía e fa una partecipazione speciale.

## Accoglienza

### Ascolti
La prima visione della serie, avvenuta il 15 aprile 2009, ha raggiunto una media di 21.8 punti di rating con picchi di 24 punti, diventando il programma più visto della fascia oraria e il secondo della giornata, dietro solo alla telenovela Valientes. L'ultima puntata è stata seguita da una media rating di 19.4 punti, sceneggiato più visto della fascia oraria e secondo programma più visto del giorno.
Tratame bien ha raggiunto una media totale di 16.6 punti di rating nei suoi 37 episodi. Alla fine del 2009 si è classificata positivamente rispetto al panorama annuale delle fiction, diventando una delle miglior produzioni di Pol-ka con buon rating.

### Recensioni
La serie è stata accolta positivamente dalla critica. Per Emanuel Respighi del quotidiano Página/12 la serie viene prodotta in un periodo di crisi economica a livello mondiale, per cui Pol-ka ha deciso di registrare uno stile di fiction televisiva già consacrata. La trama principale trova alcuni espedienti già riscontrati in serial come Vulnerables, Locas de amar e nel lungometraggio Un novio para mi mujer sempre di Suar e che si ritrovano anche in serie TV statunitensi come I Soprano, Dr. House - Medical Division e Tell Me You Love Me - Il sesso. La vita, oltreché In Treatment. Tutte queste produzioni hanno come tema centrale la terapia. Secondo il sito mdzol.com, l'unitario: 
Complimentandosi anche con gli attori invitati come Cristina Banegas, Daniel Fanego, Alfredo Casero e Federico Luppi.
Seconda il parere della giornalista Veronica Bonacchi del quotidiano Diario Río Negro le situazioni affrontate nel primo capitolo sembrano che debbano finire al più presto.

## Riconoscimenti
- 2009 - Premio Martín Fierro[33]
  - Vinto - Martín Fierro di Oro
  - Vinto - Miglior serie televisiva/miniserie.
  - Vinto - Attore protagonista di serie televisiva/miniserie a Julio Chávez.
  - Vinto - Attrice protagonista di serie televisiva/miniserie a Cecilia Roth.
  - Vinto - Attrice di reparto in drammatico a Cristina Banegas.
  - Vinto - Partecipazione speciale in fiction a Federico Luppi.
  - Vinto - Autore/librettista a Pablo Lago, Susana Cardozo, Marcos Carnevale e Adrián Suar.
  - Vinto - Regista a Daniel Barone.
  - Nomination - Attore di reparto in drammatico a Norman Briski.
  - Nomination - Attore di reparto in drammatico a Martín Slipak.
  - Nomination - Partecipazione speciale in fiction a Alfredo Casero.
  - Nomination - Partecipazione speciale in fiction a Fabián Vena.
  - Nomination - Partecipazione speciale in fiction a Leonor Manso.
  - Nomination - Partecipazione speciale in fiction a Leticia Brédice.
  - Nomination - Rivelazione a Guillermo Arengo.
  - Nomination - Intermezzo musicale a Fito Páez per Tratame bien.
- 2009 - Premio Clarín[34][35]
  - Vinto - Serie televisiva dell'anno.
  - Vinto - Regista a Daniel Barone.
  - Vinto - Attore di drammatico Julio Chávez.
  - Vinto - Rivelazione maschile dell'anno a Martín Slipak.
  - Vinto - Musica per Tratame bien.
  - Nomination - Attore di drammatico a Norman Briski.
  - Nomination - Attrice di drammatico a Cecilia Roth.
- 2009 – Premios Fund TV[36]
  - Vinto – Serie televisiva.